# Gamasomorpha lalana
Gamasomorpha lalana är en spindelart som beskrevs av Theodore W. Suman 1965. Gamasomorpha lalana ingår i släktet Gamasomorpha och familjen dansspindlar. Inga underarter finns listade i Catalogue of Life.